# Ghiacciaio Starbuck
Il ghiacciaio Starbuck (in inglese Starbuck Glacier) è un ghiacciaio lungo 28 km situato sulla costa di Oscar II, nella parte orientale della Terra di Graham, in Antartide. Il ghiacciaio, il cui punto più alto si trova 350 m s.l.m., fluisce verso est, scorrendo lungo il versante meridionale della dorsale Taridin e della dorsale Padesh, fino ad entrare nell'insenatura SCAR, poco a nord del monte Queequeg.

## Storia
Il ghiacciaio Starbuck è stato mappato dal British Antarctic Survey, che all'epoca si chiamava ancora Falkland Islands and Dependencies Survey, grazie a fotografie aeree scattate durante varie spedizioni della stessa agenzia svolte tra il 1947 e il 1957 ed è stato poi così battezzato dal Comitato britannico per i toponimi antartici in onore di Starbuck, il primo ufficiale del Pequod nel romanzo Moby Dick o La balena, di Herman Melville.